# Жабо

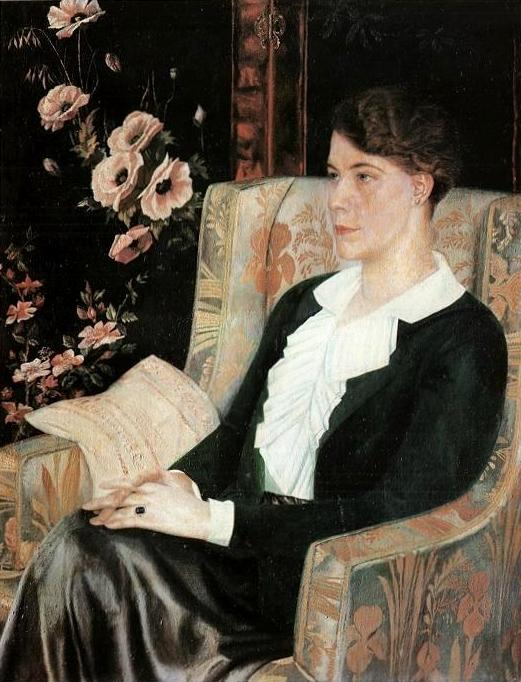
П. Н. Филонов. Портрет Е. Н. Глебовой. 1915

Жабо́ (фр. jabot — «птичий зоб») — отделочный элемент для украшения выреза блузки, платья или мужской рубашки в виде оборки, воланов или рюшей из ткани или кружев, спускающихся вниз по груди. Жабо бывают втачными и съёмными, прикрепляемыми брошью или декоративными булавками. Основные виды жабо — «бабочка», овальное и «капля». Жабо впервые появилось в европейском костюме в XVII веке как деталь мужского костюма необычайных размеров, пышности и белизны и богато украшалось кружевами. Практически исчезло из мужской одежды во второй половине XIX века. В женской и детской моде жабо сохраняется поныне.